# Taleb Moussa
Taleb Moussa, in arabo طالب موسى‎? (Dubai, 1º luglio 1978), è uno scacchista emiratino.
Nel 2004 è stato il primo scacchista degli Emirati Arabi Uniti a conseguire il titolo di Grande Maestro.

## Principali risultati
Due volte vincitore del campionato degli Emirati Arabi Uniti: nel 2001 e nel 2003.
Nel 2000 ha partecipato alle Olimpiadi di Istanbul, dove ha realizzato 6 punti su 7 partite, vincendo la medaglia d'oro in 5ª scacchiera.
Ha ottenuto il suo massimo rating FIDE in ottobre del 2004, con 2517 punti Elo.